# Айш Ерзан
Айш Ерзан, (нар. 1949, Анкара) — фізик-теоретик з Туреччини.
Вона є науковицею, що зробила важливі дослідження в галузі статистичної фізики. Основними предметами дослідження є зміни у стані матерії, фрактали, складні системи та системна біологія. Сучасні наукові інтереси — біологічні мережі, неадаптивна складність в біологічних системах. Критичні явища та теоретична група нормалізації поля на довільних мережах.

## Життя
Народилася в 1949 році в столиці Туреччини Анкарі. Після отримання середньої освіти у Стамбулі, в 1970 році у США, вона закінчила коледж Брін-Мар; в 1976 році в State University of New York at Stony Brook отримала ступінь кандидата фізико-математичних наук. Ерзан повернувшись до Анкари, цілий рік працювала на Близькосхідний технічний університет як член факультету фізики. В 1977 році вона приєдналася до Стамбульського технічного університету. За цей час вона брала активну участь у мирних жіночих рухах протесту. Після турецького державного перевороту 12 вересня 1980 року вона покинула країну. З 1981 по 1990 рік Ерзан працювала і викладала у різних дослідницьких установах та університетах. З 1981 по 1982 рр. працювала на кафедрі теоретичної фізики Женевського університету. З 1982 по 1985 рр. вона була доцентом в університеті Порту в Португалії. З 1985 по 1987 рр. вона активно співпрацювала з кафедрою теоретичної фізики Університету Марбурга. З 1987 по 1990 рр. працювала науковим співробітником в Геттінгенському університеті. Короткий час Ерзан працювала науковим співробітником Міжнародного центру теоретичної фізики в Трієсті, а потім в 1990 році повернулася до Стамбульського технічного університету. Вона також продовжувала дослідження в Інституті Феса Гюрзе.
У 1995 році Ерзан стала асистентом Турецької Академії наук і отримала повне членство у 1997 році. Того ж року вона отримала наукову премію ТЮБІТАК (Науково-технічної дослідницької ради Туреччини). Також Ерзан отримала премію L'Oréal — ЮНЕСКО «Для жінок у науці» у 2003 році, та премію Rammal в 2009 році. Вона є членом Всесвітньої академії наук і займає посаду редактора журналу статистичної фізики та європейського Фізичного журналу.

## Досягнення
1. ↑  https://www.ae-info.org/ae/User/Erzan_Ayse

- У 1997 Tubitak Премія з Науки
- 2003 L'oreal-ЮНЕСКО премії Європейського континенту «жінка і наука»
- 2010 Rammal Премії